# Варяш (приток Ика)
Варяш — река в России, протекает по территории Муслюмовского района Республики Татарстан.

## География и гидрология
Устье реки находится в 223 км по правому берегу реки Ик, напротив села Муслюмово. На реке расположены сёла Варяш-Баш и Старый Варяш.
Длина реки составляет 11 км, площадь водосборного бассейна — 49,6 км².

## Данные водного реестра
По данным государственного водного реестра России относится к Камскому бассейновому округу, водохозяйственный участок реки — Ик от истока и до устья, речной подбассейн реки — бассейны притоков Камы до впадения Белой. Речной бассейн реки — Кама.
Код объекта в государственном водном реестре — 10010101312111100028626.